# Dashiell Hammett
Samuel Dashiell Hammett (27. června 1894, Saint Mary's County, Maryland – 10. ledna 1961, New York) byl americký spisovatel a zakladatel tzv. Hard-Boiled School (drsné školy).

## Život
Narodil se v Saint Mary's County v Marylandu a prožil dětství v okolí New Orleans (ve Filadelfii a Baltimoru). Hammettova rodina byla francouzského původu – rodné jméno spisovatele je zkomolenina francouzského příjmení d'Chiel – a byla to rodina dobrodruhů a profesionálních vojáků. Hammett sám opustil ve třinácti letech školu a vystřídal řadu povolání: byl kamelotem, dělníkem na dráze, poslíčkem, přístavním nosičem, reklamním agentem, až konečně přijal zaměstnání v roce 1915 u slavného Pinkertonova detektivního sboru v Chicagu (v Baltimore a po první světové válce v San Francisku) a pracoval tam jako detektiv osm let. Byl velmi úspěšný a možná by zůstal detektivem až do smrti, nebýt první světové války. Sloužil v hodnosti četaře u motorizované ambulance, na frontě onemocněl tuberkulózou a v nemocnici se zamiloval do ošetřovatelky Josefiny Dolan, kterou si později vzal a měl s ní dvě dcery, Mary Jane (1921) a Josefinu (1926). Když se vrátil ze sanatoria, stal se recenzentem detektivních románů pro list New York Evening Post. Sám Hammett začal psát do časopisu Black Mask detektivní povídky. Vytvořil směr zvaný Hard-Boiled School (drsná škola).
V roce 1930 Dashiell prožil vztah s Nell Martin, autorkou krátkých povídek. Věnoval jí román Skleněný klíč (1931) a ona jemu na oplátku povídku Milenci se musí vzít (Lovers Should Marry). Již téhož roku však navázal vztah s dramatičkou Lillian Hellman, který trval třicet let, do jeho smrti.
Aktivně se věnoval politice v různých levicových organizacích. V době tzv. mccarthismu byl pro tuto činnost zatčen a uvězněn.
Jeho romány se staly častým námětem filmařů – nejslavnější zůstává Maltézský sokol (USA, 1941) v hlavní roli s Humphrey Bogartem, který brilantně ztvárnil detektiva Sama Spadea. Film byl nominován na Oscara za nejlepší film roku 1941. Spolu se Skleněným klíčem (USA, 1942) bývá Maltézský sokol řazen mezi film noir.
Zemřel 10. ledna 1961 v Lenox Hill Hospital v New Yorku na rakovinu plic, jež mu byla diagnostikována dva měsíce před smrtí. Pohřben je na Arlingtonském národním hřbitově.

## Dílo
Řada povídek a novel byla později uspořádána v různé sbírky, např.:
- Hammettovy vraždy (Hammett Homicides);
- Dobrodružství Sama Spada (Adventures of Sam Spade);
- Návrat agenta detektivní kanceláře Continental (Return of The Continetal).

Napsal pět románů:
- Red Harvest, 1929 (Rudá žeň, 1965);
- The Dain Curse, 1929 (Proklatý rod, 1935, Prokletí rodu Dainů, 1992);
- The Maltese Falcon, 1930 (Maltézský sokol, 1965);
- The Glass Key, 1931 (Skleněný klíč, 1963);
- The Thin Man, 1932 (Hubený muž, 1965).